# John Strong (marinheiro)
John Strong foi um marinheiro inglês.
Durante uma expedição que saiu de Londres rumo a América do Sul, entre 1689 e 1691, comandando o navio HMS Welfare, Strong descobriu um canal entre as duas principais ilhas das Ilhas Malvinas. Ele o chamou de Falkland Sound em homenagem a Anthony Cary, 5º visconde de Falkland, sócio do Welfare. Mais tarde, o nome Falkland foi adotado para o arquipélago inteiro.
Em 27 de janeiro de 1690, ele fez o primeiro desembarque de um ser humano registrado nas Ilhas Malvinas. A expedição continuou através do Estreito de Magalhães.